# Посухівська волость
Посухівська волость — історична адміністративно-територіальна одиниця Уманського повіту Київської губернії з центром у селі Антонівка.
Станом на 1886 рік складалася з 11 поселень, 8 сільських громад. Населення — 9155 осіб (4474 чоловічої статі та 4681 — жіночої), 1613 дворових господарств.
|                     | Площа, десятин | У тому числі орної, дес. |
| ------------------- | -------------- | ------------------------ |
| Сільських громад    | 8294           | 7490                     |
| Приватної власності | 9416           | 6070                     |
| Іншої власності     | 316            | 224                      |
| Загалом             | 17796          | 13784                    |

Основні поселення волості:
- Антонівка — колишнє власницьке містечко при річці Синиця за 25 верст від повітового міста, 1104 особи, 183 двори, постоялий будинок, водяний і 2 вітряних млини.
- Колодисте — колишнє власницьке село при річці Синиця, 1216 осіб, 243 двори, православна церква, школа, постоялий будинок, водяний млин.
- Максимівка — колишнє власницьке село при річці Синиця, 823 особи, 171 двір, православна церква, школа, постоялий будинок, водяний млин, винокурний завод.
- Посухівка — колишнє власницьке село при річці Синиця, 917 осіб, 107 дворів, православна церква, школа, постоялий будинок, водяний млин.
- Рижавка — колишнє власницьке село при річці Ятрань, 1899 осіб, 415 дворів, православна церква, католицька каплиця, школа, постоялий двір, 3 постоялих будинки, водяний млин.
- Черповоди — колишнє власницьке село при річці Ятрань, 1216 осіб, 273 двори, православна церква, школа, постоялий будинок, 2 водяних млини, винокурний завод.
- Юрківка — колишнє власницьке село при річці Синиця, 831 особа, 135 дворів, православна церква, школа, 2 постоялих будинки, водяний млин.

Старшинами волості були:
- 1909—1910 роках — Григорій Дементійович Мельник[2],[3];
- 1912—1913 роках — Тимофій Петрович Чабан[4],[5];
- 1915 року — Михайло Павлович Мельник[6].